# المعهد العالمي للنقل النووي
المعهد العالمي للنقل النووي (WNTI) هو منظمة دولية تمثل المصالح الجماعية للطاقة النووية وصناعات التعبئة والتغليف والذين يعتمدون عليها في النقل الآمن والموثوق للمواد المشعة.

## نبذة
من خلال المعهد العالمي للنقل النووي تعمل الشركات معا لتعزيز إطار دولي سليم للمستقبل من خلال المساعدة في بناء إجماع دولي وتعاون.

## التأسيس
تأسس المعهد في عام 1998 وهو منظمة خاصة غير ربحية تمولها اشتراكات العضوية. الشركات الأعضاء مستمدة من مجموعة واسعة من القطاعات الصناعية بما في ذلك المرافق الرئيسية ومنتجي الوقود ومصنعي وشركات النقل ومصممي الطرود ومنتجي الطرود والمناجم. يوجد مقر الأمانة في لندن ولديها طاقم صغير من المهنيين المؤهلين الذين يعملون مع الأعضاء والهيئات الدولية الأخرى المعنية بنقل المواد المشعة.

## المنظمة
يتألف مجلس الإدارة حاليا من 6 أعضاء ويجتمعون مرتين في السنة ومقرها في لندن وتتم إدارة المعهد من قبل الأمين العام حيث يترأس الأمين العام لجنة استشارية تقدم تقاريرها إلى مجلس الإدارة حيث تعمل شبكة المعهد العالمي للنقل النووي بنجاح كمنظمة شبكية مع مكاتب إقليمية في طوكيو وواشنطن.

## المهام
يوفرالمعهد العالمي للنقل النووي:
- منتدى للأعضاء لتبادل المعلومات.[6]
- بحوث، مواقف موحدة.
- تحليلات القيمة المضافة والقيمة المضافة للتغيرات التنظيمية.
- البحوث التقنية والدراسات والمنشورات.
- الحوار مع المنظمات الحكومية الدولية.[7]
- صوت جماعي للصناعة.

## التعاون الدولي
تلعب المنظمات الحكومية الدولية مثل الوكالة الدولية للطاقة الذرية والمنظمة البحرية الدولية دورا محوريا في وضع المعايير واللوائح التي تنطبق على نقل المواد المشعة ومن المهم أن يتم تمثيل وجهات النظر الصناعية. ومن خلال مركزه غير الحكومي يدعم المعهد العالمي للنقل النووي عمل المنظمات الحكومية الدولية الرئيسية في تعزيز نظام سلامة النقل الدولي الفعال.

## المنشورات
ينتج المعهد العالمي للنقل النووي معلومات فنية عن السياسات واللوائح المتوازنة حيث يتم نشر الأبحاث العلمية والأكاديمية الأخرى بانتظام وعرضها على المسؤولين الرئيسيين بما في ذلك المنظمين. يوفر موقع المعهد العالمي للنقل النووي معلومات عن النقل النووي بما في ذلك دورة الوقود النووي واللوائح.